# Fressies
Fressies is een gemeente in het Franse Noorderdepartement (regio Hauts-de-France) en telt 509 inwoners (1999). De plaats maakt deel uit van het arrondissement Cambrai. In de gemeente ligt spoorwegstation Fressies.

## Geografie
De oppervlakte van Fressies bedraagt 4,8 km², de bevolkingsdichtheid is 106,0 inwoners per km².
De onderstaande kaart toont de ligging van Fressies met de belangrijkste infrastructuur en aangrenzende gemeenten.

## Demografie
Onderstaande figuur toont het verloop van het inwonertal (bron: INSEE-tellingen).